# 8810 Джонмакфарленд
8810 Джонмакфарленд (8810 Johnmcfarland, 1982 JM1, 1978 TA5, 1994 UZ11) — астероїд головного поясу, відкритий 15 травня 1982 року.
Тіссеранів параметр щодо Юпітера — 3,212.